# Steffanie Blackmon
Steffanie Bene Blackmon (Dallas, 16 maggio 1983) è un'ex cestista statunitense.

## Carriera
È stata selezionata dalle Seattle Storm al terzo giro del Draft WNBA 2005 (38ª scelta assoluta).
Ha disputato una stagione in A1 con la Virtus Viterbo.

## Palmarès
- Campionessa NCAA (2005)